# Mardy Gilyard
Marshawn Gilyard, detto Mardy (Daytona Beach, 2 dicembre 1986), è un giocatore di football americano statunitense che gioca nel ruolo di wide receiver nella National Football League (NFL) e attualmente è free agent. Fu scelto nel corso del quarto giro (99º assoluto) del Draft NFL 2010 dai St. Louis Rams. Al college ha giocato a football all'Università di Cincinnati.

## Carriera professionistica

### St. Louis Rams
Ghee fu scelto nel corso del terzo giro del Draft NFL 2010 dai St. Louis Rams. Dopo aver disputato 11 partite, 2 come titolare, nella sua stagione da rookie, fu svincolato prima dell'inizio della stagione 2011.

### New York Jets
Gilyard firmò coi New York Jets il 4 settembre 2011, salvo essere svincolato cinque giorni dopo.

### Philadelphia Eagles
Prima dell'inizio della stagione 2012, Gilyard firmò con i Philadelphia Eagles con cui disputò sei partite senza ricezioni prima di essere svincolato il 23 novembre 2012.

### Ritorno ai Jets
Gilyard fece ritorno ai Jets il 28 novembre 2012, con cui disputò 2 gare, ricevendo 2 passaggi per 15 yard. Il 24 dicembre 2012 fu di nuovo svincolato.

### Kansas City Chiefs
Gilyard firmò coi Kansas City Chiefs il 9 febbraio 2013. Il 25 luglio 2013 fu svincolato.

## Vittorie e premi
Nessuno

## Statistiche
| Partite totali      | 19 |
| Partite da titolare | 2  |
| Ricezioni           | 8  |
| Yard ricevute       | 78 |
| Touchdown           | 0  |

Statistiche aggiornate alla stagione 2012